# Districtul Ben Mehidi
Ben Mehidi este un district din provincia El Tarf, Algeria.